# Dumont d'Urville (1931)
Dumont d'Urville bylo koloniální avízo francouzského námořnictva, navržené pro operace ve francouzských koloniích v Asii a Africe. Loď postavily loděnice Ateliers et Chantiers Maritime Sud-Ouest v Bordeaux. Spuštěna na vodu byla 21. března 1931.  Nesla jméno francouzského mořeplavce Jula Dumont d'Urville.

## Služba
Po pádu Francie zůstala Dumont d'Urville pod kontrolou Vichistické Francie. V září 1940 operovala u Nové Kaledonie, kde se Vychistická vláda snažila získat kontrolu nad touto kolonií. Kontrola však byla záhy ztracena když dorazil křižník královského australského námořnictva Adelaide s dočasným guvernérem Svobodné Francie. Guvernér Vichistické Francie následně 25. září odcestoval na palubě Dumont d'Urville. 
V noci z 16. na 17. ledna 1941 se Dumont d'Urville zúčastnil bitvy u Ko Čangu, námořního střetnutí francouzsko-thajské války. 
V září 1942 se Dumont d'Urville podílela na záchraně přeživších z lodi RMS Laconia, která byla torpédována a potopena německou ponorkou U 156 během známého incidentu Laconia.
Roku 1944 byla výzbroj Dumont d'Urville modifikována instalací čtyř 40 mm a 11 20 mm protiletadlových děl na samostaných montážích, čtyř vrhačů hlubinných pum a dvou závěsníků pro 66 hlubinných pum. Původní francouzská protiletadlová výzbroj byla demontována.
Dumont d'Urville setrvala ve službě francouzského námořnictva po válce až do 26. března 1958, kdy byla sešrotována. 